# Inea
Niektóre z zamieszczonych tu informacji od 2021-06 wymagają weryfikacji.
Dokładniejsze informacje o tym, co należy poprawić, być może znajdują się w dyskusji tego artykułu.
 Po wyeliminowaniu niedoskonałości należy usunąć szablon {{Dopracować}} z tego artykułu.
INEA – spółka z ograniczoną odpowiedzialnością, operator telewizji kablowej oferujący usługi telekomunikacyjne mieszkańcom Wielkopolski. Ofertę operatora stanowi telewizja cyfrowa (SD i HD) oraz analogowa, stacjonarny i mobilny dostęp do Internetu, telefonia stacjonarna oraz telefonia komórkowa (od 18 stycznia 2010 roku).
Sieć kablowa Inea jest obecna w Poznaniu i aglomeracji poznańskiej oraz m.in. we Wrześni, Koninie, Kole, Turku, Słupcy, Grodzisku Wielkopolskim, Wolsztynie, Swarzędzu, Śremie, Kórniku, Murowanej Goślinie, Nowym Tomyślu, Gnieźnie i Kaliszu.
Telewizja cyfrowa w sieci INEA jest kodowana systemem Conax.
Od 2007 INEA jest głównym sponsorem koszykarek AZS Poznań, które występują pod nazwą Inea AZS Poznań. W czerwcu 2013 spółka INEA została sponsorem tytularnym Stadionu Miejskiego w Poznaniu przy ulicy Bułgarskiej, na którym swoje mecze rozgrywa Lech Poznań. Na mocy zawartej umowy obiekt nosił nazwę INEA Stadion przez okres 5 lat.

## Historia

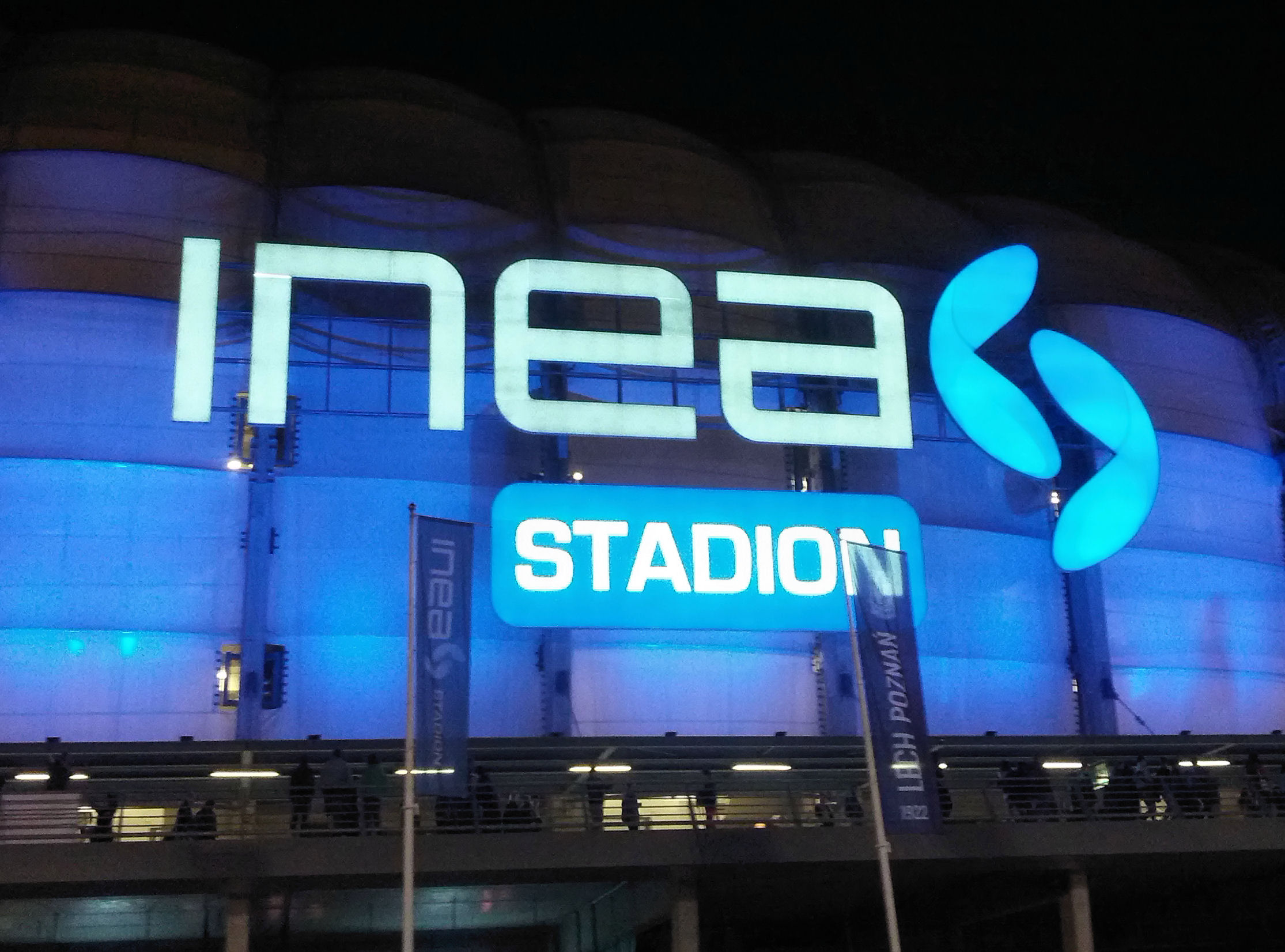
Iluminacja na Stadionie Miejskim w Poznaniu

Spółka INEA sp. z o.o. (dawna nazwa: Telewizja Kablowa Poznań S.A.) początkowo obejmowała swoim zasięgiem tylko rejon Podwala, Zawad, Ostrowa Tumskiego w Poznaniu oraz sieci w Słupcy oraz Koninie. W wyniku konsolidacji operatorów telekomunikacyjnych na rynku wielkopolskim wchłonęła PUT KOMA S.A., Internet Cable Provider Sp. z o.o. oraz RTK ELSAT Sp. z o.o.. Zanim do tego doszło powstała marka INEA Multimedialna Sieć Kablowa skupiająca kilku operatorów lokalnych. Do dzisiaj z INEA współpracują operatorzy telewizji kablowej: Antech S.C., City – Net Sp. z o.o. (50% udziałów INEA sp. z o.o.), Prosat S.C.,  Satpol S.C. i inni.
30 kwietnia 2010 INEA S.A uruchomiła pierwsze komercyjne punkty dostępowe WiMAX (w Poznaniu, Koninie, Gnieźnie, Lesznie i Grodzisku Wielkopolskim a następnie w Śremie, Wrześni, Luboniu, Wolsztynie, Kaliszu, Tarnowie Podgórnym, Kościanie, Turku i Wągrowiec okolicach Swarzędza, Koła i Słupcy), za pośrednictwem których świadczy usługi Internetu bezprzewodowego oraz telefonii stacjonarnej. W kwietniu spółka poinformowała, iż jako pierwsza w Wielkopolsce wdraża sieci budowane w oparciu o światłowody do mieszkań (FTTH) przy wykorzystaniu technologii GPON.
20 września 2010 INEA S.A wprowadziła dla swoich abonentów usługi w standardzie DOCSIS 3.0 zapewniając przepustowości łączy do 250 Mb/s. Sieć udostępnia też swoim abonentom usługę VoD. 4 kwietnia 2012 roku do oferty dodano kolejne programy w jakości cyfrowej HD oraz SD. Spółka oferuje łącznie 207 kanałów cyfrowych z czego 83 stanowią stacje nadawane w wysokiej rozdzielczości HD.INEA S.A jest obecnie 4. w kraju operatorem pod względem liczby abonentów usług telewizyjnych według rankingu PIKE.
1 stycznia 2013 INEA S.A. przejęła firmę Telefony Opalenickie S.A. Inea zyskała klientów w Opalenicy i miejscowościach ościennych. świadczona tam usługa jest prowadzona tzw. parą miedzianą czyli zwykłym kablem telefonicznym,. INEA regularnie prowadzi modernizacje na tym rejonie zastępując kable telefoniczne światłowodami bądź podwyższając przepustowość łącza. We wrześniu 2013 INEA na obszarze byłych Telefonów Opalenickich zaczęła świadczyć usługi w technologii VDSL na wybranym terenie oferując dostęp do telefonu, internetu oraz telewizji.
1 stycznia 2014 INEA S.A przejęła spółkę Tesat Sp. z o.o. przejmując w ten sposób wszystkich klientów firmy Tesat na rejonie poznańskiego Dębca i Wildy oraz Kamionek, Kórnika, Lubonia.
1 września 2014 INEA S.A połączyła się z Inotel S.A. Inotel w 2012 stał się własnością INEA S.A. W marcu 2015 została ujednolicona oferta telewizyjna INEA i Inotel. W październiku 2018 roku uruchomiono usługę Internetu światłowodowego o prędkości 10 Gb/s.